# Giulio Confalonieri
Giulio Confalonieri (Milà, 1896 − Milà, 29 de juny de 1972) fou un compositor i crític musical italià.
Estudià a Milà, acabant la seva educació musical a Bolonya amb el compositor Alfano. També fou doctor en Filosofia i Lletres per la Universitat de Milà. El seu poema simfònic Una notte sul monte Imetto, estrenada a Milà i Bolonya, aconseguí una acollida molt favorable entre el públic i la crítica.
Va publicar entre altres obres: dues sonates per a violí i piano, en un grau molt interessant per la novetat de factura; la música d'escena de la comèdia de John Fletcher The Faithful Shepherdess, quatre melodies per a cant i piano, dos preludis per a piano i una Danza rústica, per a orquestra.
També va dirigir l'escola de cant de la Scala, on va tenir entre altres alumnes a Mariella Adani. Va fundar i va dirigir el Concurs Internacional de Piano "Ettore Pozzoli" a Seregno, col·laborà durant anys amb el programa de ràdio Il Contemporani i en 1957-8 era professor d'italià.